# Белоусов, Артём Васильевич
Артём Васильевич Белоусов (01.10.1981? г. Салават, БАССР) — бывший российский и казахстанский конькобежец. Выступал за Казахстан (2009—2011), сборную команду России (2005—2009). Мастер спорта международного класса.
Знаменосец студенческой сборной России на торжественном открытии и закрытии XXIV Всемирной зимней Универсиады в Харбине (Китай). Серебряные медали за дистанции 10 000 м и командную гонку. 5000 м — 3 место.
Серебряный призёр Всемирных студенческих игр в Турине (Италия) 2008 г.
Тренер — Мударис Бикмухаметов.
Бронзовый призёр Кубка мира в г. Москва на дистанции 10 000 м 2009 г.
Участник чемпионата мира в г. Нагано (Япония) 9 место на дистанции 10 000 м.
Бронзовый призёр чемпионата Азии (2011 — 5000 м, 10 000 м) на зимних Азиатских играх 2011, серебряный призёр Универсиады (2007 — 10 000 м).
Чемпион России (2009 — 10 000 м). Серебряный (2007, 2009 — 5000 м) и бронзовый (2007 — классическое многоборье, 2004 — 10 000 м) призёр чемпионатов России.
Чемпион Казахстана (2010, 2011 — классическое многоборье, 2010 — 5000 м, 10 000 м).
Участник чемпионата мира, Кубков мира (2007) Солт Лейк Сити (США), Калгари (Канада), Европы (2007) Колалбо, (Италия)
Многократный победитель чемпионата РБ.
Выступал за ФСО профсоюзов «Россия» и г. Салават (Республика Башкортостан).
Завершил спортивную карьеру в 2011 году.